# انتخابات

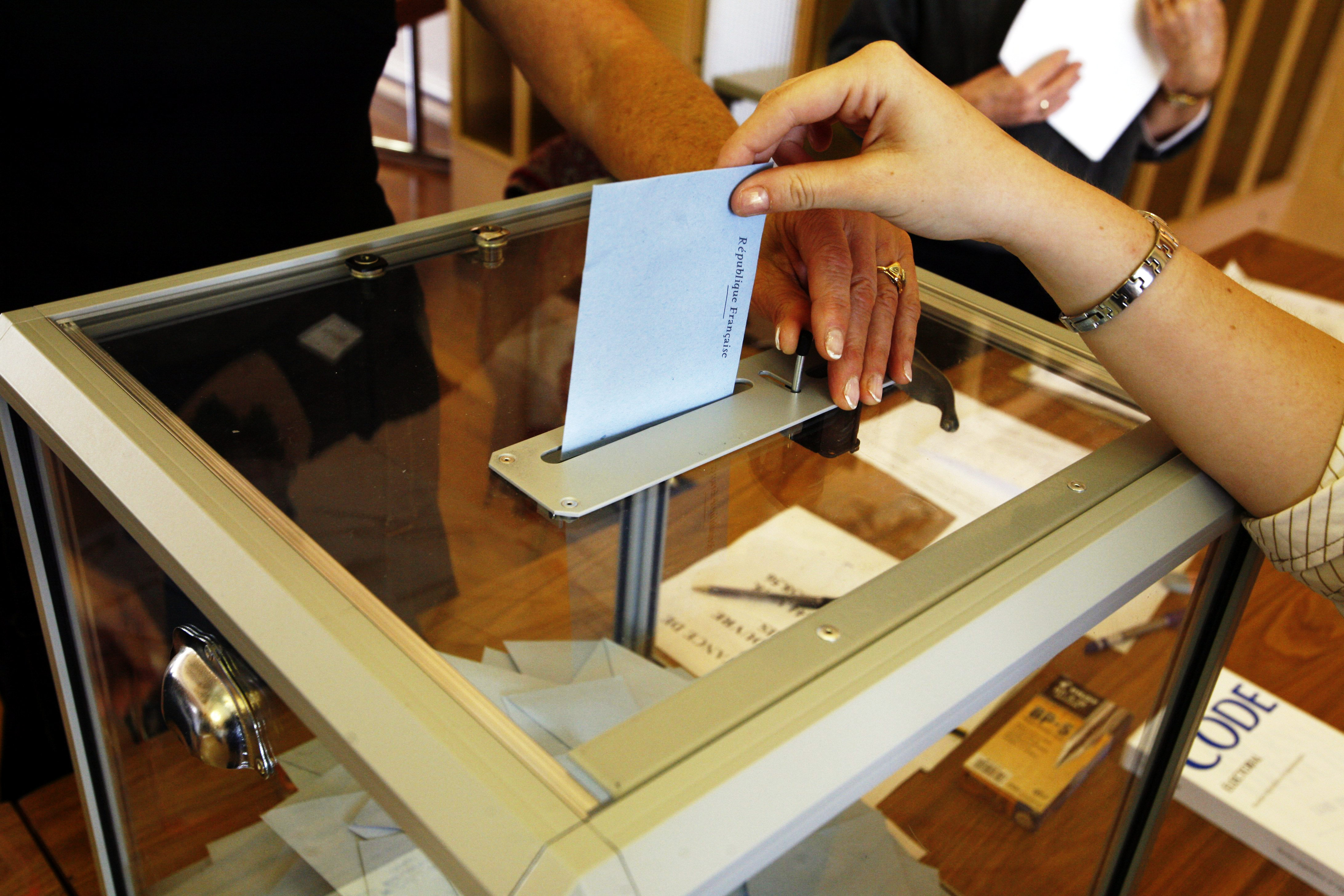
صندوق رای بکار رفته در انتخابات فرانسه

انتخابات یک فرایند تصمیم‌گیری رسمی است که طی آن مردم یا بخشی از مردم برای ادارهٔ امور عمومی خود شخص یا اشخاصی را برای مقامی رسمی به مدت معلوم با ریختن رأی به صندوق‌های انتخاباتی برمی‌گزینند. از سدهٔ ۱۷ میلادی به این سو، برگزاری انتخابات سازوکار معمول برای تحقق مردمسالاری نیابتی بوده است. از انتخابات ممکن است برای اختصاص کرسی‌های موجود در قوهٔ مقننه استفاده شود. همچنین برخی کشورها سمت‌های موجود در قوای اجرایی و قضایی و دولت‌های محلی را نیز با انتخابات به نامزدهای برگزیده اختصاص می‌دهند. از فرایند انتخابات در بسیاری از سازمان‌های خصوصی و تجاری، از باشگاه‌ها گرفته تا انجمن‌های داوطلبانه و ابرشرکت‌ها استفاده می‌شود.
کاربرد انتخابات به عنوان ابزاری برای گزینش نمایندگان در دموکراسی‌های نیابتی امروزی با شیوه‌ای که در کهن‌الگوهای دموکراتیک مثل آتن باستان رواج داشت متفاوت است. در عهد باستان انتخابات‌ها بیشتر نهادهایی الیگارشی گروه‌سالارانه بودند و بسیاری از سمَت‌های سیاسی توسط قرعه اختصاص می‌یافتند.

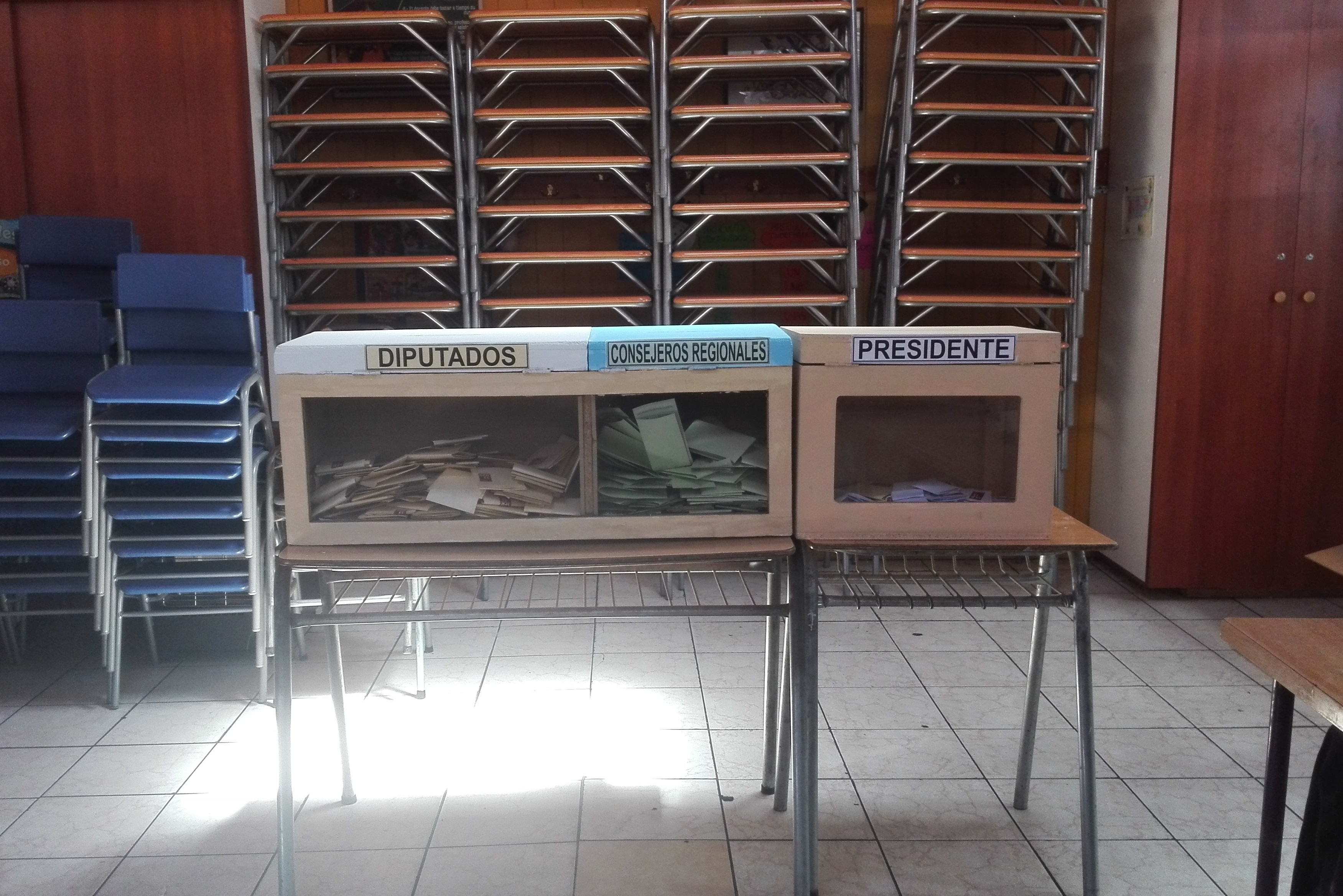
صندوق‌های انتخاباتی برای انتخابات ریاست جمهوری، پارلمانی (معاونین) و شورای منطقه ای، در شیلی سال ۲۰۱۷.

گاهی همه‌پرسی را با انتخابات اشتباه می‌گیرند، در حالی که انتخابات به منظور گزینش یک یا چند نفر است. هر چند همه‌پرسی در لغت معنای انتخابات را هم دربردارد اما در عالم سیاست تنها به جریانی گفته می‌شود که طی آن حکومت‌ها پرسش‌ها یا اصلاحیه‌های قانونی را در اختیار مردم قرار می‌دهند، تا مردم یک یا چند مورد را برگزینند.

## واژه‌شناسی
واژهٔ انتخابات جمع واژهٔ عربی انتخاب از ریشهٔ «نخب» به معنی گزینش یا بهگزینی است. برخی از سره‌نویسان فارسی واژه‌های گزیدمان یا گزینمان را به جای انتخابات به کار می‌برند.

## تاریخچه

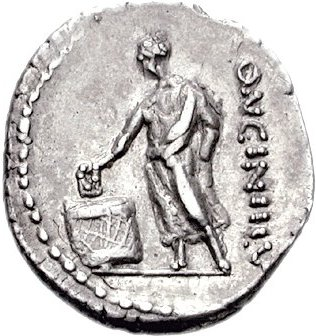
سکه‌ای رومی با نقشی از انتخابات

انتخابات از زمان یونان باستان، روم باستان و در طول قرون وسطی برای انتخاب رهبرانی چون امپراتور روم مقدس و پاپ برگزار می‌شده است.
در دورهٔ ودایی در هند، راجای یک گانا («رئیس» یک «سازمان قبیله‌ای») توسط گانا انتخاب می‌شد. راجا به طبقهٔ کشاتریا وارنا (طبقهٔ جنگاوران) تعلق داشت و معمولاً پسر راجای پیشین بود. با این حال این اعضای گانا بودند که حرف آخر را در مورد انتخاب وی می‌زدند. یکی از شاهان امپراتوری پالا به نام شاه گوپالا (که از دههٔ ۷۵۰ تا ۷۷۰ میلادی حکومت کرد) در دوران قرون وسطی در بنگال توسط گروهی از رؤسای قبایل فئودال انتخاب شد. چنین انتخابات‌هایی در جوامع آن دوران معمول بود. در امپراتوری چولا حدود سال ۹۲۰ میلادی در شهر اوثیرامرور (تامیل نادو امروزی) از برگ‌های نخل برای انتخاب اعضای کمیتهٔ روستا استفاده می‌شد. این برگ‌ها که نام نامزدها روی آن‌ها نوشته شده بود داخل یک ظرف گلی گذاشته می‌شدند. سپس از پسری جوان خواسته می‌شد تا به تعداد سمت‌های باقیمانده، از ظرف برگ در آورَد. این روش نظام کوداوُلای نام داشت.
اعراب باستان نیز برای انتخاب خلیفه از نوعی انتخابات استفاده می‌کردند. برای مثال عثمان و علی در قرون وسطی اولیه با همین روش انتخاب شدند.
انتخابات امروزی که شامل گزینش همگانیِ مقامات رسمی دولتی است تا سدهٔ هفدهم میلادی که اندیشهٔ دولت نیابتی در شمال آمریکا و اروپا شکل گرفت ایجاد نشده‌بود.
مسائلی نظیر حق رأی به ویژه حق رأی برای گروه‌های اقلیت، بخش بزرگی از تاریخ انتخابات را در بر می‌گیرد. مردان که گروه فرهنگی غالب در شمال آمریکا و اروپا بوده‌اند غالباً بر انتخابات تسلط داشته‌اند و هنوز هم در بسیاری از کشورهای جهان چنین وضعی دارند. نخستین انتخابات‌های دنیا در کشورهای نظیر بریتانیا و ایالات متحده تحت تسلط زمین‌داران و طبقهٔ حاکمه برگزار شدند. با این حال تا ۱۹۲۰ همهٔ دموکراسی‌های غرب اروپا و شمال آمریکا (به جز سوئیس) برای مردان بالغ حق رأی قائل بودند و در بسیاری از کشورها اندیشهٔ اعطای حق رأی به زنان به وجود آمده‌بود.

## مشخصات

### حق رأی
مهم‌ترین مسئلهٔ هر انتخابات این است که چه کسانی می‌توانند در آن شرکت کنند. در هیچ انتخاباتی همهٔ جمعیت اجازهٔ شرکت ندارند؛ برای مثال در بسیاری از کشورها افرادی که دچار بیماری روانی باشند یا افرادی که سنشان از حدی خاص کمتر باشد اجازهٔ شرکت در انتخابات را نخواهند داشت. بومیان استرالیا تا سال ۱۹۶۲ اجازهٔ شرکت در انتخابات را نداشتند. در سال ۲۰۱۰ نیز دولت فدرال استرالیا حق رأی زندانیان را از آن‌ها سلب کرد. بخش بزرگی از این زندانیان را بومیان استرالیایی تشکیل می‌دهند.
معمولاً حق رأی مخصوص شهروندان یک کشور است، هر چند که ممکن است محدودیت‌های بیشتری نیز اعمال شود. با این حال در اتحادیه اروپا افراد می‌توانند صرفاً به دلیل سکونت در یک مکان در انتخابات شهرداری آن منطقه شرکت کنند تنها به شرطی که شهروند اتحادیه اروپا باشند. در این حالت ملیت فرد اهمیتی ندارد.
در برخی کشورها، رأی دادن اجباری است. اگر افرادی که شرایط رأی دادن را دارند در انتخابات شرکت نکنند با اقدامات تنبیهی مثل جریمهٔ مالی مواجه خواهند شد.

### نامزدی
دموکراسی نیابتی روندی خاص برای تعیین نامزد جهت کسب پست‌های سیاسی می‌طلبد. در بسیاری از نقاط دنیا تعیین نامزد طی انتخابات‌های مقدماتی توسط احزاب سیاسی متشکل صورت می‌گیرد.
نظام‌های غیرحزبی در این مسئله تفاوت‌هایی با نظام‌های حزبی دارند. در دموکراسی مستقیم، که یکی از انواع دموکراسی غیرحزبی است، هر فرد صلاحیت‌داری می‌تواند نامزد شود. در برخی از نظام‌های انتخابی غیرحزبی هیچ‌گونه نامزدی (یا کارزار و مبارزه انتخاباتی) شکل نمی‌گیرد و رأی‌دهندگان در روز انتخابات می‌توانند به هر کس دلشان خواست رأی بدهند. فقط در برخی حوزه‌ها محدودیت‌هایی حولِ کمینهٔ سن انتخاب‌شوندگان وجود دارد. در چنین موقعیت‌هایی لازم نیست (یا حتی ممکن نیست) که اعضای یک حوزهٔ انتخابیه با تمام افراد صلاحیت‌دار آشنا باشند از این رو ممکن است در این نظام‌ها انتخابات‌های غیرمستقیم در مقیاس‌های جغرافیایی وسیع‌تر انجام شود تا نسبت به وجود کمی آشنایی میان انتخاب‌شوندگان احتمالی در این سطوح اطمینان حاصل شود.
در برخی کشورها تنها هم‌وندان (اعضای) یک حزب سیاسی خاص می‌توانند نامزد انتخابات شوند. در برخی دیگر هر فرد صلاحیت‌داری می‌تواند از طریق استشهادهایی که به امضای عده‌ای خاص از شهروندان رسیده نامزد انتخابات شود و نام خود را در فهرست‌های روز انتخابات بگنجاند.

### نظام‌های انتخاباتی
نظام‌های انتخاباتی شامل ترتیباتی مفصل مبتنی بر قانون اساسی و نظام‌های رأی‌گیری هستند که هدفشان تبدیل رأی مردم به یک تصمیم سیاسی است. نخستین گام، تطبیق و شمارش آرا است. بدین منظور نظام‌های شمارش آرا و انواع تعرفه‌های انتخاباتی به‌کار گرفته می‌شوند. سپس نظام‌های رأی‌گیری نتایج را بنابر شمارش تعیین می‌کنند. بسیاری از این نظام‌ها را می‌توان زیر دو نظام تناسبی و اکثریتی دسته‌بندی کرد. تحت نظام تناسبی می‌توان نظام‌های تناسبی فهرست حزبی و نظام عضو اضافی را گنجاند. در نظام اکثریتی هم نظام نخست‌نفری (اکثریت نسبی) و اکثریت مطلق وجود دارند. در بسیاری از کشورها جنبش‌هایی برای اصلاح نظام‌های انتخابی وجود دارد. این جنبش‌ها معمولاً طرفدار نظام‌هایی چون رأی‌گیری موافقتی، رأی انتقال‌پذیر، رأی‌گیری ترجیحی یا روش کوندورسه هستند. این روش‌ها به تدریج در کشورهایی که هنوز انتخابات‌های مهمشان با شیوه‌های سنتی شمارش می‌شود طرفدار پیدا می‌کنند.
هر چند شفافیت و مسئولیت‌پذیری از بنیان‌های یک نظام مردم‌سالار است اما مسئلهٔ رأی‌دهی و محتویات رأی شهروندان معمولاً مستثنی از این قاعده‌اند. رأی‌گیری مخفی را می‌توان یک مفهوم تقریباً مدرن تلقی کرد. امروزه رأی‌گیری مخفی از ملزومات اساسی انتخابات‌های آزاد و منصفانه دانسته می‌شود زیرا از تأثیر ارعاب و تهدید بر رأی‌دهندگان می‌کاهد.

### زمان‌بندی
ذات مردم‌سالاری این است که مقام‌های انتخابی نسبت به مردم پاسخگو باشند. این مقام‌ها باید در مقاطع زمانی مشخص به مردم مراجعه کنند تا از آن‌ها در مورد وکالتی که برای حضور در پست خود گرفته‌اند اجازه مجدد بگیرند. به همین منظور در بسیاری از قوانین اساسی مردم‌سالار مقرر شده تا انتخابات در فواصل زمانی مشخصی برگزار شود. در بیشتر ایالات‌های آمریکا انتخابات بین سه تا شش سال برگزار می‌شود به جز مجلس نمایندگان که انتخاباتش هر دو سال انجام می‌گیرد. فواصل زمانی انتخابات‌ها در کشورهای مختلف متفاوت است برای مثال رئیس‌جمهور ایرلند هر هفت سال انتخاب می‌شود در حالی که رؤسای جمهور روسیه و فنلاند هر شش سال انتخاب می‌شوند، رئیس‌جمهور فرانسه هر پنج سال و رئیس‌جمهور ایالات متحده هر چهار سال.
انتخاب تاریخ مشخص برای انتخابات از پیش این مزیت را دارد که بی‌طرفی و پیش‌بینی‌پذیری بر نظام سیاسی حاکم شود. با این حال تعیین این تاریخ‌ها، کارزارهای انتخاباتی را به سمت طولانی شدن برده و مسئلهٔ انحلال مجالس تقنینی را در صورتی که زمان انتخابات مناسب نباشد (مثل زمان جنگ) با مشکل مواجه می‌کند. برای حل چنین مشکلاتی، برخی کشورها (نظیر بریتانیا) تنها به تعیین بیشینهٔ زمان حضور در پست می‌پردازند و به مقامات اجرایی اختیار می‌دهند تا زمان دقیق برگزاری انتخابات را تعیین نمایند. در عمل این بدان معنا است که دولت اختیار دارد بیشترین زمان لازم را در قدرت بماند و تاریخی را برای انتخابات تعیین کند که بیش از هر چیز به نفعش باشد (مگر این که مسئلهٔ خاصی نظیر طرح رأی اعتماد پیش آید). تعیین این زمان وابسته به چند متغیر است از جمله نتایج نظرسنجی‌ها و تعداد طرفداران در مجلس.

### کارزار انتخاباتی
هنگامی که زمان انتخابات نزدیک می‌شود، سیاستمداران و طرفدارانشان می‌کوشند با تشکیل کارزار انتخاباتی بر آرای مردم در حوزه‌های انتخابیه تأثیر بگذارند. حامیان یک کارزار یا رسماً حمایت خود را اعلام می‌کنند یا به شکل غیرمستقیم به پشتیبانی نامزد مورد نظر خود می‌پردازند و غالباً از تبلیغات انتخاباتی برای جلب توجه رأی‌دهندگان استفاده می‌کنند. دانشمندان علوم سیاسی معمولاً با استفاده از روش‌های پیش‌بینی سیاسی به پیش‌بینی نتایج انتخابات می‌پردازند.
یکی از گران‌ترین کارزارهای انتخاباتی مربوط به انتخابات ریاست‌جمهوری ایالات متحده در ۲۰۱۲ بود که در آن ۷ میلیارد دلار هزینه شد. در انتخابات سراسری هند در ۲۰۱۴ نیز مبلغ ۵ میلیارد دلار صرف شد.

### مشکلات انتخابات
در بسیاری از کشورهایی که حاکمیت قانون در آن‌ها ضعیف است، شایعترین دلیل عدم تطابق انتخابات با استانداردهای بین‌المللی نظیر «آزاد و عادلانه» بودن دخالت دولت‌های مستقر در انتخابات است. ممکن است دیکتاتورها برخلاف خواست اغلب مردم، با به‌کارگیری قدرت اجرایی (مثل پلیس، حکومت نظامی، سانسور و غیره) در قدرت بمانند. ممکن است اعضای یک گرایش سیاسی در یک مجلس قانونگذاری از قدرت اکثریت یا اکثریت مطلق برای تصویب یا اصلاح قوانین (نظیر قانون جزا، تعریف مکانیسم‌های انتخاباتی خاص برای تعیین صلاحیت یا تعیین محدودهٔ حوزه‌های انتخابیه) به سود خود استفاده کنند و نگذارند که قدرت به دست گرایش رقیب بیفتد.
نهادهای غیردولتی هم می‌توانند با استفاده از زور، تهدید کلامی یا فریب که باعث رأی‌دهی یا شمارش نادرست می‌شود بر نتایج انتخابات تأثیر بگذارند. یکی از وظایف حکومت‌ها در کشورهایی که سنت دیرینه‌ای در برگزاری انتخابات‌های آزاد و عادلانه دارند پایش و جلوگیری از هر گونه تقلب در انتخابات است. مشکلاتی که می‌توانند باعث غیرآزاد و ناعادلانه شدن انتخابات شوند شکل‌های مختلفی دارند:

#### فقدان گفتگوهای سیاسی باز
ممکن است رأی‌دهندگان به دلیل عدم وجود آزادی برای رسانه‌ها و فقدان بی‌طرفی آن‌ها به دلیل تسلط دولت یا شرکت‌های بزرگ یا حتی عدم دسترسی به هر گونه رسانهٔ سیاسی و خبری، نسبت به مسائل سیاسی یا نامزدها دچار نقصان اطلاعاتی شوند. ممکن است آزادی بیان توسط دولت‌ها محدود شود و تنها برای یک نگاه خاص پروپاگاندا صورت گیرد.

#### قوانین ناعادلانه
کژحوزه‌بندی، رد صلاحیت نامزدهای رقیب، ایجاد محدودیت‌های شدید نالازم در رابطه با این که چه کسانی می‌توانند نامزد شوند و دستکاری حد نصاب برای موفقیت در انتخابات تنها برخی راه‌هایی هستند که دولت‌ها می‌توانند از طریق آن‌ها نتیجهٔ انتخابات را به سود خود تغییر دهند.

#### دخالت در کارزارها
ممکن است آن‌ها که در قدرت هستند نامزدها را دستگیر کرده یا آن‌ها را ترور کنند. همچنین ممکن است کارزارهای انتخاباتی را تحت فشار گذاشته یا اتهاماتی به آن‌ها وارد کنند و ستادها را ببندند.

#### دستکاری مکانیسم انتخابات
ممکن است رأی‌دهندگان توسط دولت‌ها یا احزاب به عمد در مورد شیوهٔ رأی دادن گیج شوند. همچنین ممکن است در استاندارد رأی‌گیری مخفی تغییراتی داده شود. پر کردن صندوق‌ها از پیش از انتخابات، دستکاری دستگاه‌های رأی‌گیری، نابودی برگه‌های رأی، سرکوب رأی‌دهندگان، تقلب در نام‌نویسی رأی‌دهندگان، تقلب در ثبت محل سکونت رأی‌دهندگان، تقلب در جدول‌بندی نتایج و استفاده از زور یا تهدید در مکان‌های رأی‌گیری از جمله راه‌های دستکاری در مکانیسم انتخابات هستند.
نمونهٔ دیگر شامل متقاعد ساختن نامزدها برای کنار کشیدن از طریق رشوه، باج، تهدید یا زور است.

## نمایندگان مردم
کسانی را که مردم از جانب خود انتخاب می‌کنند نماینده خوانده می‌شوند. همه نمایندگان با هم تشکیل پارلمان می‌دهند. کسانی که برای انتخاب شدن اعلام آمادگی می‌کنند کاندیدا نامیده می‌شوند. رای، عبارت از تصمیم یک شخص برای انتخاب کاندیدای مورد علاقه می‌باشد.
در جریان انتخابات نمایندگان برای پارلمان، شرایطی اعلام می‌شود، که بسیار لازم هستند تا انتخابات نمایانگر اراده و تصمیم مردم باشد.

## شرایط انتخابات
1. یک رای: کسانی که واجد شرایط برای انتخاب کردن هستند می‌توانند یک رأی به صندوق بیندازند.
2. برابری: هر انتخاب‌کننده تنها می‌تواند یک بار یک رأی بدهد و همه رای‌ها برابر می‌باشند و یکسان شمرده می‌شوند.
3. مخفی بودن رای: در جریان و پس از انتخابات می‌باید همه انتخاب کنندگان اطمینان داشته باشند که این که به چه کسی رأی داده‌اند مخفی می‌ماند.
4. تقلب در رای: آرای داده شده مردم را نمی‌توان تغییر داد، نمی‌توان نابود کرد و هیچ رایی را نمی‌توان پس از پایان انتخابات به آرای داده شده اضافه کرد.
5. کنترل انتخابات: هر انتخاب‌کننده حق این را دارد که هر زمان که بخواهد درستی شرایط نام برده در ۱ تا ۴ را برای اطمینان خود کنترل کند.

## قانون انتخابات
برای رسیدن به انتخاباتی که در آن نمایندگان مردم به نمایندگی‌شان گزیده شوند، قانون انتخابات نوشته می‌شود. بر اساس قانون انتخابات هر فرد تابع آن کشور که به سن تعیین‌شده در قانون انتخابات رسیده باشد، حق این را دارد که یک رأی بدهد یا این که خود را کاندیدا ی انتخابات کند. این قانون عمومی انتخابات خوانده می‌شود. هر انتخاب‌کننده‌ای یک کاندیدا را مستقیم برمی‌گزیند. انتخاب‌کنندگان در دادن رأی خود آزاد اند. آرا برابر شمرده می‌شود. انتخابات مخفی است. انتخابات شفاف و قابل‌کنترل برای هر انتخاب‌کننده می‌باشد.

## شرایط انتخاب‌کنندگان و انتخاب‌شوندگان

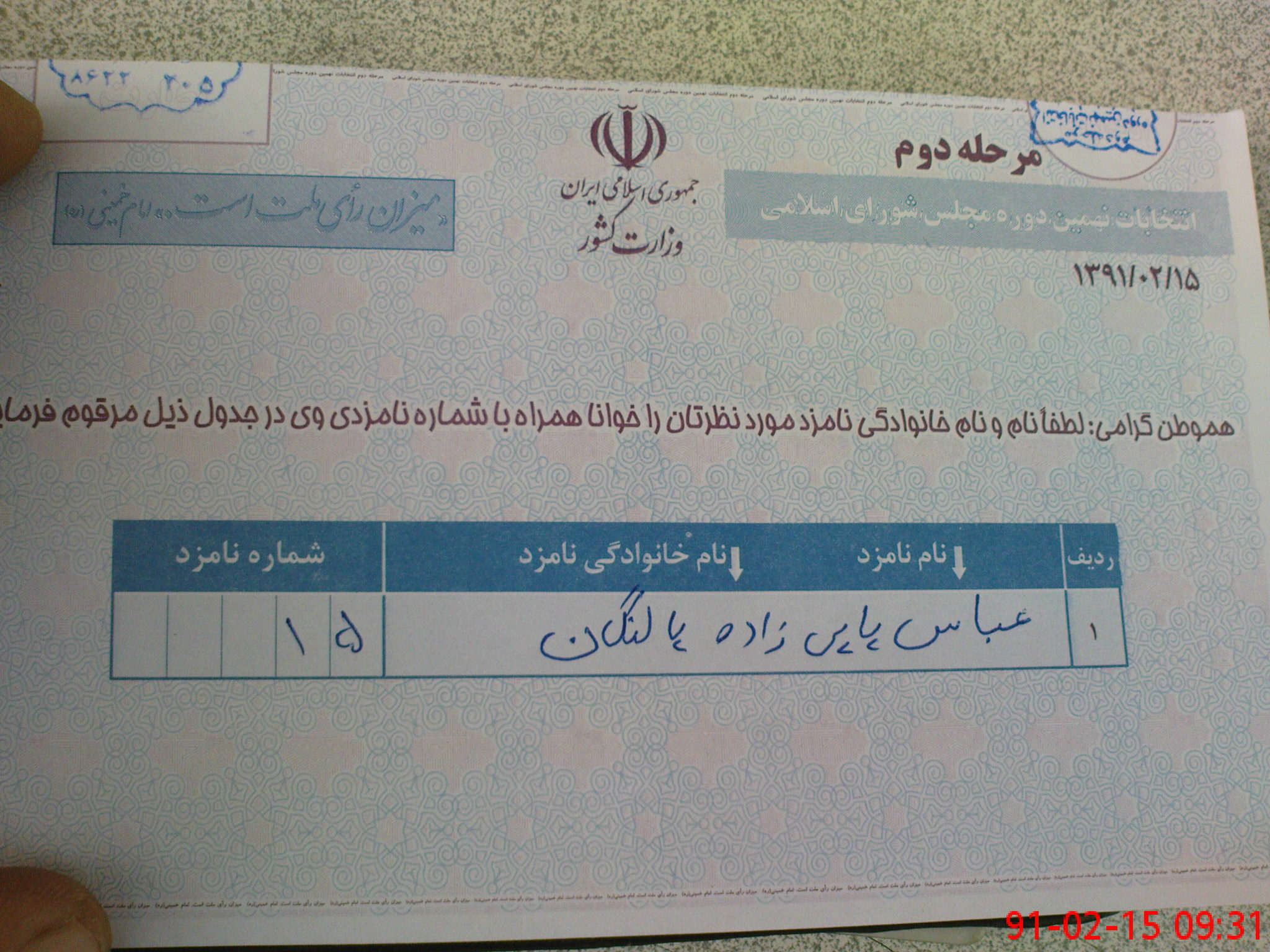
برگه انتخاباتی دور دوم مجلس ایران

انتخاب‌کنندگان و کاندیداها بر اساس قانون انتخابات آزاد می‌باید بدون توجه به نژاد، جنسیت، عقیده مذهبی، ثروت، یا موقعیت اجتماعی می‌تواند انتخاب کنند یا انتخاب بشوند. همچنین محدودیت‌هایی بر اساس قانون انتخابات دربارهٔ سن، سلامتی روان و مجرمان وجود دارد.

## شمار نمایندگان
شمار نمایندگان هر کشور با توجه به جمعیت آن در قانون اساسی یا در قانون انتخابات آن کشور تعیین شده است. بر اساس شمار نمایندگان، کشور به حوزه‌های انتخاباتی تقسیم می‌شود. برای تضمین برابری انتخابات، شمار کسانی که در انتخابات شرکت می‌کنند در حوزه‌های انتخاباتی تقریباً یکسان هستند. در یک حوزه انتخاباتی کاندیداهای آن منطقه برای خود و با پول خود تبلیغ می‌کنند. کاندیدایی که بیشترین رأی را آورده باشد به عنوان نماینده آن حوزه برگزیده می‌شود. در برخی از کشورها مانند فرانسه این روند دو بار برگزار می‌شود. بدین فرم که در دور نخست همه کاندیداها به آرای عمومی گذاشته می‌شوند سپس کسانی که بالاترین شمار رأی را آورده‌اند دست‌چین شده و در دور دوم برای انتخابات نهایی به مبارزه با یکدیگر می‌روند و کسی که بالاترین رأی را از آن خود کرده باشد به پارلمان راه می‌یابد.

## انواع انتخابات
انتخابات انواع گوناگون دارد. هر رای‌دهنده ممکن است فقط به یک نامزد رأی بدهد یا به چند نفر (به شرط آنکه چند کرسی نمایندگی وجود داشته باشد) یا نامزدها را به ترتیب شایستگی در لیست قرار دهد. در بعضی کشورهای دارای نظام توتالیتر (تمامیت‌خواه)، انتخاب‌هایی صورت گرفته‌است که در آن‌ها فقط نام یک نامزد در برگهٔ رأی نوشته شده‌است. در این موارد رای‌دهنده باید یا به همان یک نامزد رأی دهد یا رأی ندهد. چنین انتخاباتی، «انتخابات» به معنای رایج کلمه نیست.

## انتخابات زودهنگام
انتخابات زودهنگام همه‌پرسی برای تعیین سرنوشت یک کابینه یا دولت که هم‌اکنون در راس قدرت است اما به هر دلیلی (مثلاً انسداد سیاسی) یا فساد مالی مورد اعتراض مردم واقع شده‌است. عواملی که باعث برگزاری یک انتخابات زودهنگام می‌شوند (البته این عوامل در کشور‌های مختلف دنیا با یکدیگر تفاوت دارد چراکه شیوه اجرای دموکراسی در کشورهای مختلف با یکدیگر متفاوت است):
- تسلیم کابینه در برابر فشار افکار عمومی بین‌المللی یا مردمی و صدور فرمان انتخابات زودهنگام توسط نخست‌وزیر یا پذیرش فرمان انتخابات زودهنگام که توسط پارلمان یا رئیس‌جمهور صادر شده‌است.
- انحلال کابینه به فرمان رئیس‌جمهور و صدور فرمان انتخابات زودهنگام

## کتاب‌ها
- Robin Farquharson: A theory of Voting, Yale University press، ۱۹۶۹
- Denis C. Mueller: Constitutional Democracy: Oxford university Press، ۱۹۹۶
- Dieter Nohlen: Wahl Recht und Pateiensystem, Opladen، ۲۰۰۴
- Alan Ware: Citizens Parties and the State, Princeton University Press، ۱۹۸۷